# José Luis Castillo
José Luis Castillo (* 14. Dezember 1973 in Empalme, Mexiko) ist ein ehemaliger mexikanischer Profiboxer, dessen Karriere von 1990 bis 2014 andauerte. Zwischen Juni 2000 und Mai 2005 war er zweimaliger WBC-Weltmeister im Leichtgewicht und wurde zeitweise auf Platz 1 der Weltrangliste des Ring Magazine geführt. Sein erster Kampf gegen Diego Corrales 2005 wurde jeweils zum Ring Magazine Kampf des Jahres und BWAA Kampf des Jahres, sein erster WBC-Titelgewinn 2000 gegen Stevie Johnston darüber hinaus zur Ring Magazine Überraschung des Jahres gewählt.

## Karriere
Castillo begann seine Profikarriere 1990 und erzielte bis April 2000 eine Bilanz von 40 Siegen (37 K. o.) und 4 Niederlagen, wobei er 41 der Kämpfe in Mexiko und 3 in den USA bestritt. Er wurde dabei Mexikanischer Meister im Feder- und Superfedergewicht. Seine Niederlagen hatte er gegen César Soto, Javier Jáuregui (2×) und Julio Alvarez erlitten. Im Oktober 1999 war ihm ein Sieg gegen Jorge Paez gelungen.
Am 17. Juni 2000 boxte er im kalifornischen Bell Gardens als Herausforderer gegen den WBC-Titelträger Stevie Johnston (30-1) und gewann nach Punkten. Nach einem Unentschieden im Rückkampf gegen Johnston, verteidigte er den Gürtel auch noch gegen seinen Landsmann Cesar Bazan (38-3, Nummer 1 der WBC-Herausforderer) und den Südkoreaner Seung-Ho Yuh (13-1). In seiner vierten Verteidigung verlor er am 20. April 2002 in Las Vegas nach Punkten gegen Floyd Mayweather (27-0) und unterlag diesem auch im Rückkampf um den Titel am 7. Dezember 2002 in Las Vegas nach Punkten.
Nachdem Mayweather den Titel niedergelegt hatte, konnte Castillo am 5. Juni 2004 in Las Vegas als Nummer 2 des Verbandes (WBC# 2) erneut um den nun vakanten WBC-Titel boxen und setzte sich dabei einstimmig nach Punkten gegen Juan Lazcano (33-2, WBC# 1) durch. Damit verbunden war die Platzierung als Nummer 1 der Welt des Ring Magazine, welche zuvor von Mayweather eingenommen worden war. Im Anschluss gelangen ihm Titelverteidigungen gegen Joel Casamayor (31-2, ehemaliger WBA-Weltmeister) und Julio Díaz (30-2, ehemaliger IBF-Weltmeister).
Am 7. Mai 2005 boxte er in einer Titelvereinigung gegen den WBO-Weltmeister Diego Corrales (39-2). In dem schlagstarken und nach Punkten ausgeglichenen Duell konnte Castillo seinen Gegner in der zehnten Runde zweimal niederschlagen, wurde jedoch anschließend selbst von einem linken Haken schwer getroffen und mit einer Schlagserie von Corrales unter Druck gesetzt, weshalb der Ringrichter einschritt und Castillo aus dem Kampf nahm. Im Rückkampf am 8. Oktober 2005, bei dem es aufgrund einer Gewichtsüberschreitung von Castillo nicht um den WBC-Titel ging, siegte diesmal Castillo durch K. o. in der vierten Runde. Im Anschluss stieg er in das Halbweltergewicht auf und erzielte Siege gegen Rolando Reyes (26-3) und Hermann Ngoudjo (15-0), ehe er am 23. Juni 2007 selbst durch K. o. in der vierten Runde gegen Ricky Hatton (42-0) verlor.
Anschließend boxte Castillo in höheren Gewichtsklassen und bestritt noch 16 Kämpfe mit 11 Siegen. Seinen letzten Kampf verlor er am 28. November 2014 gegen Ruslan Prowodnikow (23-3).